# Герб Енергодара
Герб Енергода́ра — один з офіційних символів Енергодара — міста в Запорізькій області. Герб є напівпромовистим.
Затверджений рішенням Енергодарської міської ради від 16 грудня 1993 р. № 5 «Про герб міста».
Художник — Єлісеєв Володимир Якович.

## Опис
Запропонований ескіз герба міста відображає національно-історичні традиції даної місцевості, враховує розташування й особливості м. Енергодара (козацькі хоругви розташовані з двох сторін герба й орнамент у нижній частині), враховує географічне розташування (у центральній частині на блакитному тлі розміщений жовто-зелений виступ, що символізує мис, який виступає в Каховське водосховище, на якому розташоване місто), особливості м. Енергодара (зображення сонця в центрі символізує джерело енергії, яке дарує життя всьому живому).
Сучасна стилізація герба Енергодара: в золотому полі сонце з 24-ма червоними променями, що є символом тепла і уособлює енергетику, пов'язану з основними підприємствами — Запорізької ГРЕС та АЕС. У зеленій главі — три срібних листка, що підкреслює молодість міста.

## Історія

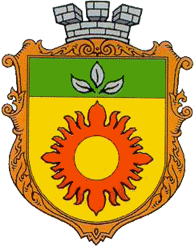
Попередня версія прапора